# Agrotis albonitens
Agrotis albonitens är en fjärilsart som beskrevs av Krüger 1933. Agrotis albonitens ingår i släktet Agrotis och familjen nattflyn. Inga underarter finns listade i Catalogue of Life.